# Robert Jahrling
Robert Jahrling, avstralski veslač, nemškega rodu]], * 14. februar 1974. 
Jahrling je za Avstralijo veslal v osmercu, ki je na Poletnih olimpijskih igah 2000 v Sydneyju osvojil srebrno medaljo.
Robert je med letoma 1991 in 1992 obiskoval Newington College.